# Longré
Longré est une commune du Sud-Ouest de la France, située dans le département de la Charente (région Nouvelle-Aquitaine).
Ses habitants sont les Longréens et les Longréennes.

## Géographie

### Localisation et accès
Longré est une commune du Nord Charente située 7 km à l'ouest de Villefagnan, chef-lieu de son canton, et limitrophe du département des Deux-Sèvres.
Longré est aussi à 12 km d'Aigre, 13 km de Chef-Boutonne, 16 km de Ruffec, 40 km de Saint-Jean-d'Angély, 41 km d'Angoulême, sa préfecture, 50 km de Niort, 53 km de Confolens, sa sous-préfecture.
L'intersection du 46e parallèle nord et du méridien de Greenwich se trouve sur le territoire de la commune.
Le bourg se trouve au carrefour de la D 737 d'Angoulême à Niort par Aigre et Chef-Boutonne qui va du nord au sud, et de la D 9 de Ruffec à Saint-Jean-d'Angély est-ouest.
La gare la plus proche est celle de Ruffec, desservie par des TER et TGV à destination d'Angoulême, Poitiers, Paris et Bordeaux.

### Hameaux et lieux-dits
La commune ne comporte qu'un hameau important, le Vivier, au sud, et dans une moindre mesure Bellavau à l'ouest.

### Communes limitrophes
|                                  | Paizay-Naudouin-Embourie |         |
| Couture-d'Argenson (Deux-Sèvres) | Longré                   | Brettes |
|                                  | Saint-Fraigne            |         |

### Géologie et relief
Géologiquement, la commune est dans le calcaire du Jurassique du Bassin aquitain, comme tout le Nord-Charente. Plus particulièrement, on trouve l'Oxfordien sur la moitié nord-est de la commune et le Kimméridgien sur la moitié sud-ouest (Jurassique supérieur). Des alluvions récentes du Quaternaire occupent les vallées à l'est du bourg,,,.
Le relief de la commune est celui d'un bas plateau à l'ouest descendant doucement vers la vallée de l'Aume à l'est. Le point culminant est à une altitude de 131 m, situé sur la limite départementale à l'ouest dans le bois de Couture. Le point le plus bas est à 73 m, situé le long de l'Aume en limite sud. Le bourg, construit au bord de l'Aume sur sa rive droite, est à 85 m d'altitude.

### Hydrographie

#### Réseau hydrographique

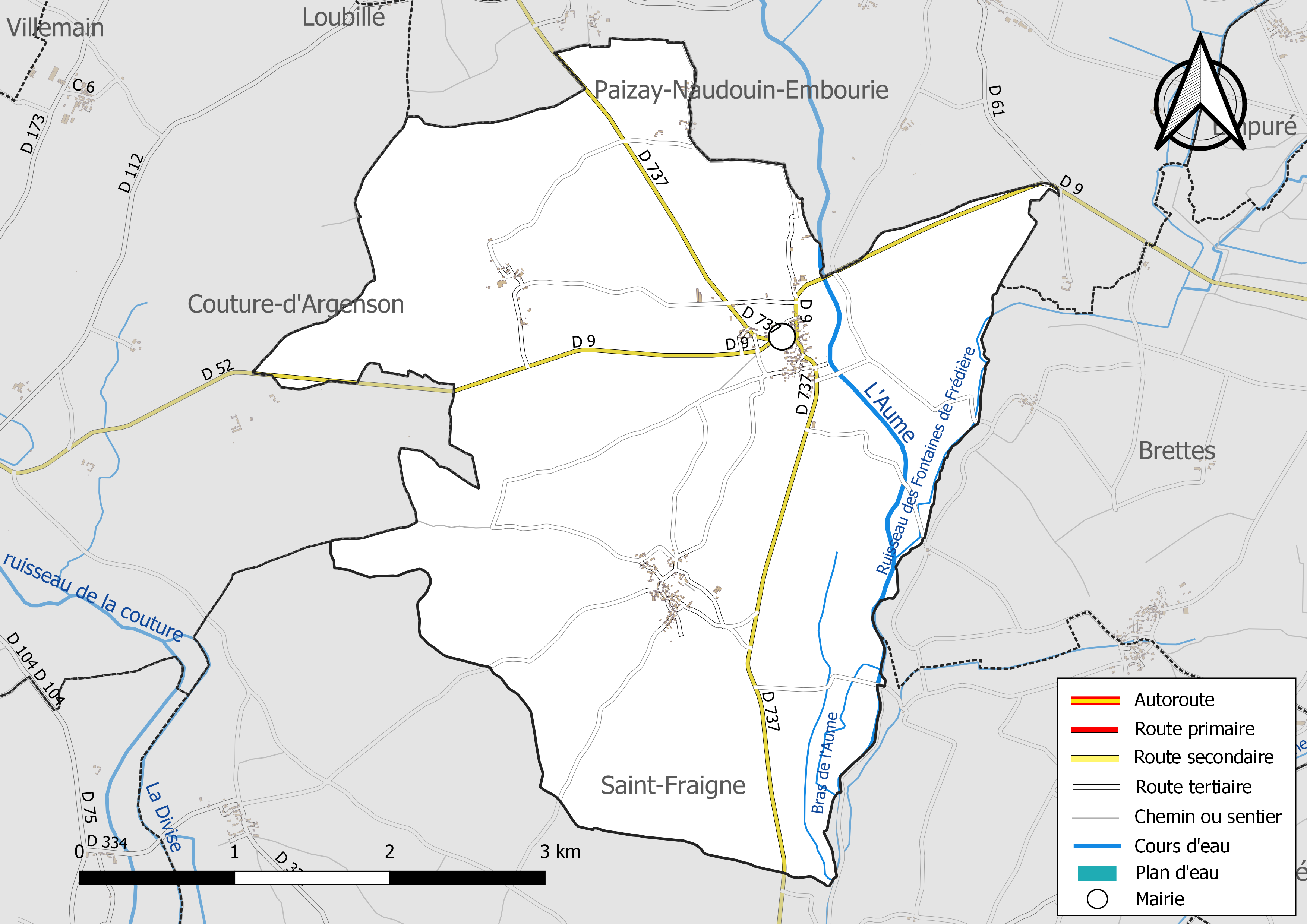
Réseaux hydrographique et routier de Longré.

La commune est située dans le bassin versant de la Charente au sein  du Bassin Adour-Garonne. Elle est drainée par l'Aume, le ruisseau des Fontaines de Frédière et par un petit cours d'eau, qui constituent un réseau hydrographique de 8 km de longueur totale,.
L'Aume, affluent de la Charente un peu après Aigre, traverse la commune du nord au sud.
Un petit affluent, le ruisseau des Fontaines de Frédière, fait la limite orientale de la commune et se jette dans l'Aume sur sa rive gauche. La vallée en aval de ce confluent est occupée par des marais.
Un court ruisseau intermittent naît au Vivier.
À l'ouest du bourg, une bassine servant à l'irrigation a été construite.

#### Gestion des eaux
Le territoire communal est couvert par le schéma d'aménagement et de gestion des eaux (SAGE) « Charente ». Ce document de planification, dont le territoire correspond au bassin de la Charente, d'une superficie de 9 300 km2, a été approuvé le 19 novembre 2019. La structure porteuse de l'élaboration et de la mise en œuvre est l'établissement public territorial de bassin Charente. Il définit sur son territoire les objectifs généraux d’utilisation, de mise en valeur et de protection quantitative et qualitative des ressources en eau superficielle et souterraine, en respect des objectifs de qualité définis dans le troisième SDAGE  du Bassin Adour-Garonne qui couvre la période 2022-2027, approuvé le 10 mars 2022.

### Climat
Comme dans les trois quarts sud et ouest du département, le climat est océanique aquitain, légèrement dégradé au nord du département.

## Urbanisme

### Typologie
Au 1er janvier 2024, Longré est catégorisée commune rurale à habitat très dispersé, selon la nouvelle grille communale de densité à 7 niveaux définie par l'Insee en 2022.
Elle est située hors unité urbaine et hors attraction des villes,.

### Occupation des sols
L'occupation des sols de la commune, telle qu'elle ressort de la base de données européenne d’occupation biophysique des sols Corine Land Cover (CLC), est marquée par l'importance des territoires agricoles (84,8 % en 2018), en augmentation par rapport à 1990 (83,6 %). La répartition détaillée en 2018 est la suivante : 
terres arables (68,1 %), forêts (13 %), prairies (8,4 %), zones agricoles hétérogènes (8,4 %), zones urbanisées (1,9 %), milieux à végétation arbustive et/ou herbacée (0,4 %). L'évolution de l’occupation des sols de la commune et de ses infrastructures peut être observée sur les différentes représentations cartographiques du territoire : la carte de Cassini (XVIIIe siècle), la carte d'état-major (1820-1866) et les cartes ou photos aériennes de l'IGN pour la période actuelle (1950 à aujourd'hui).

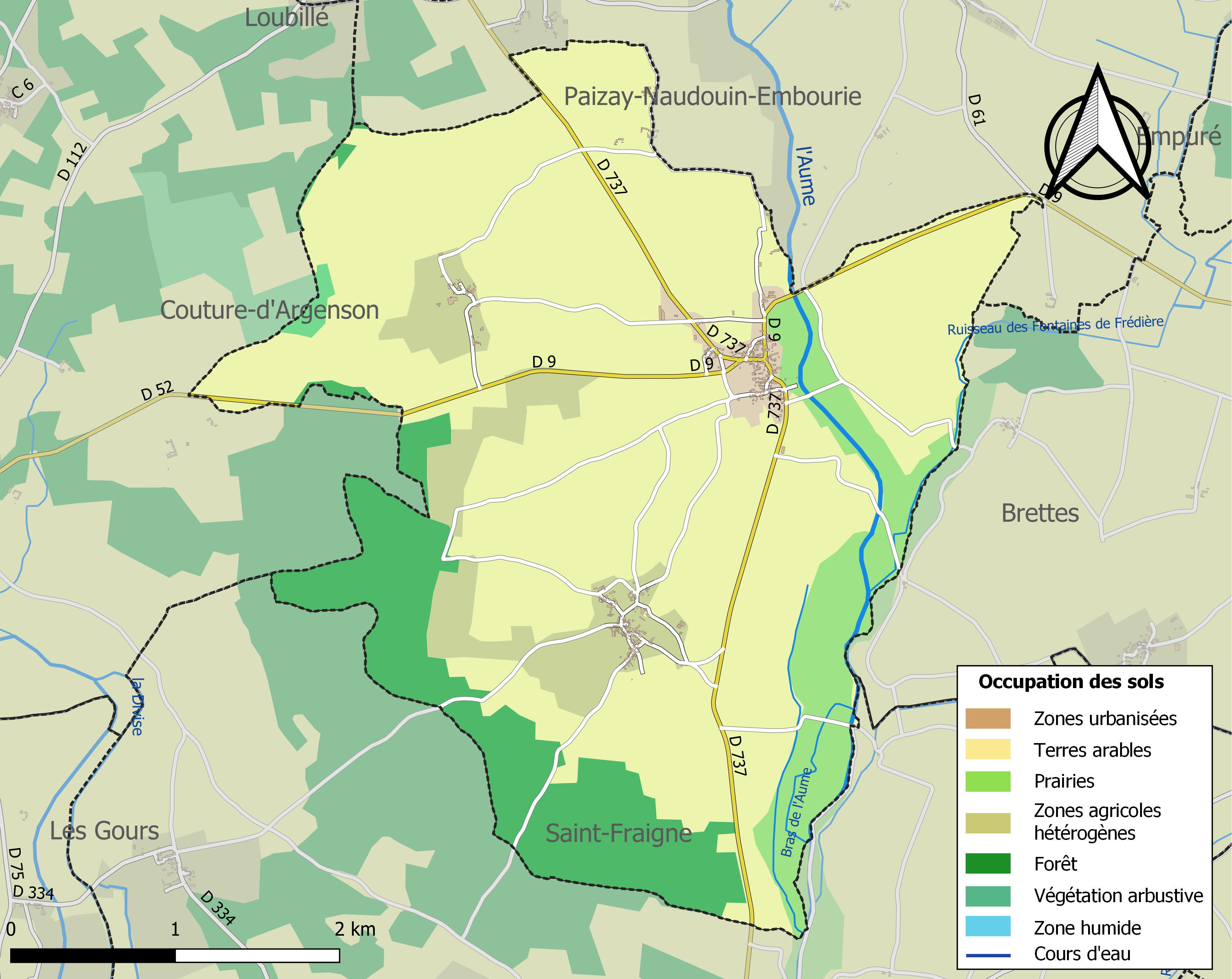
Carte des infrastructures et de l'occupation des sols de la commune en 2018 (CLC).

### Risques majeurs
Le territoire de la commune de Longré est vulnérable à différents aléas naturels : météorologiques (tempête, orage, neige, grand froid, canicule ou sécheresse) et séisme (sismicité modérée). Il est également exposé à un risque technologique, le transport de matières dangereuses. Un site publié par le BRGM permet d'évaluer simplement et rapidement les risques d'un bien localisé soit par son adresse soit par le numéro de sa parcelle.

#### Risques naturels

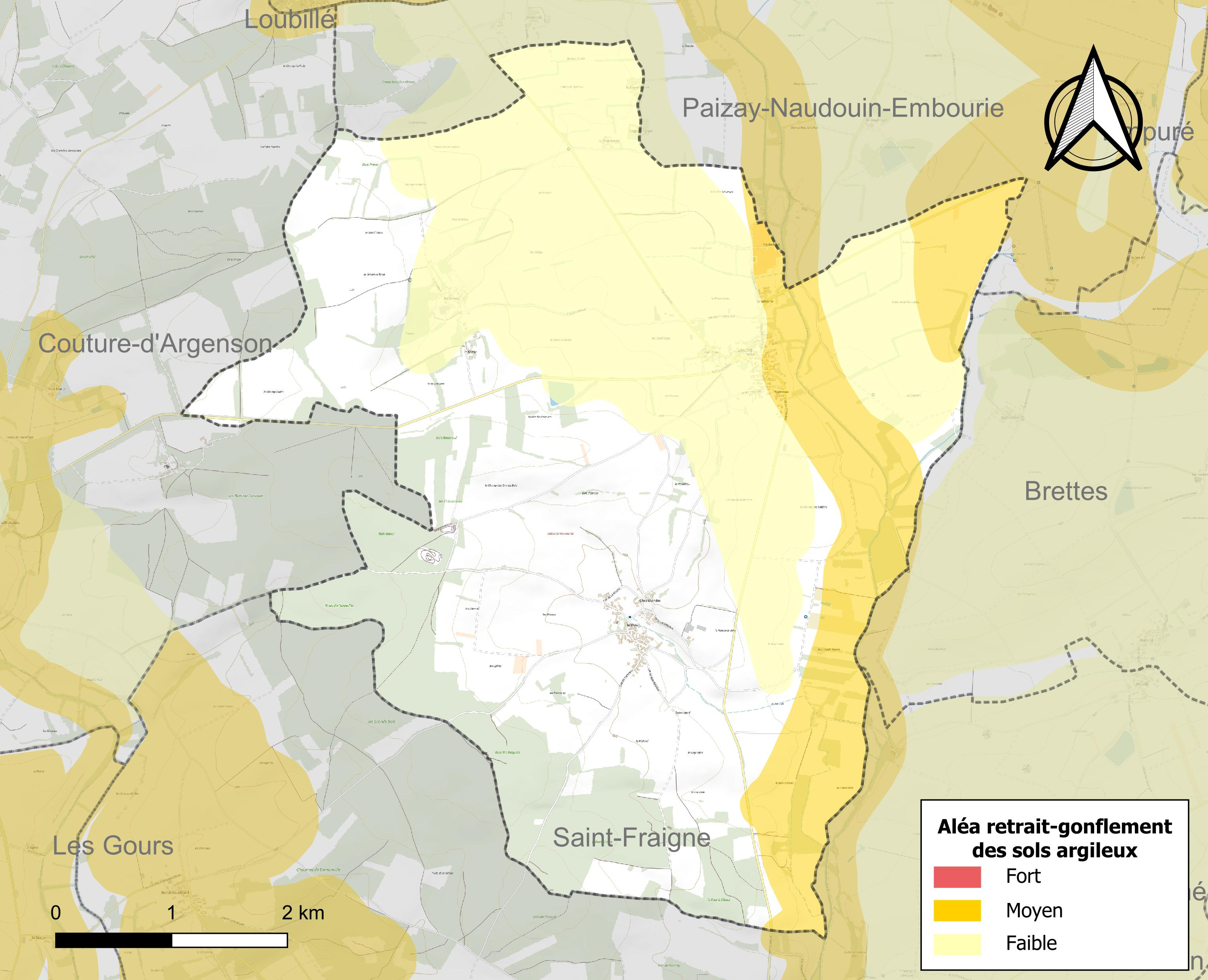
Carte des zones d'aléa retrait-gonflement des sols argileux de Longré.

Le retrait-gonflement des sols argileux est susceptible d'engendrer des dommages importants aux bâtiments en cas d’alternance de périodes de sécheresse et de pluie. 15 % de la superficie communale est en aléa moyen ou fort (67,4 % au niveau départemental et 48,5 % au niveau national). Sur les 152 bâtiments dénombrés sur la commune en 2019, 24 sont en aléa moyen ou fort, soit 16 %, à comparer aux 81 % au niveau départemental et 54 % au niveau national. Une cartographie de l'exposition du territoire national au retrait gonflement des sols argileux est disponible sur le site du BRGM,.
Par ailleurs, afin de mieux appréhender le risque d’affaissement de terrain, l'inventaire national des cavités souterraines permet de localiser celles situées sur la commune.
La commune a été reconnue en état de catastrophe naturelle au titre des dommages causés par les inondations et coulées de boue survenues en 1982 et 1999. Concernant les mouvements de terrains, la commune a été reconnue en état de catastrophe naturelle au titre des dommages causés par des mouvements de terrain en 1999.

#### Risques technologiques
Le risque de transport de matières dangereuses sur la commune est lié à sa traversée par une ou des infrastructures routières ou ferroviaires importantes ou la présence d'une canalisation de transport d'hydrocarbures. Un accident se produisant sur de telles infrastructures est susceptible d’avoir des effets graves sur les biens, les personnes ou l'environnement, selon la nature du matériau transporté. Des dispositions d’urbanisme peuvent être préconisées en conséquence.

## Toponymie
Une forme ancienne est Longorete au Moyen Âge (non datée précisément).
D'après Dauzat, l'origine du nom de Longré remonterait au gaulois ritum signifiant gué, si ce mot a duré dans le temps, ce qui signifierait « long gué ». Un nom de personne gaulois est aussi avancé par certains toponymistes, Longorectus .
Longré est au nord de la limite des noms en -ac (dans le Sud de la France) et des noms en -é, -ay ou -y (dans le Nord), qui traverse la France d'ouest en est et le nord-ouest du département de la Charente entre Rouillac/Montigné et Bernac/Londigny.

## Histoire
Au nord de Bellavau, le site d'une villa romaine a été reconnu, avec tegulae et une monnaie d'Auguste.
Au Moyen Âge, Longré était le siège d'une seigneurie qui relevait de celle de Londigny et qui appartenait à la famille de Lestang.
En 1469, Henri de Lestang, écuyer, seigneur de Longré, rendait aveu et hommage de ce fief à Jean Jousserand, seigneur de Lairé et de Londigny. La famille de Lestang conserva la possession de Longré jusque vers la fin du XVIIIe siècle.
Ithier Corgnol, écuyer, seigneur de Mirbazin, aurait été le premier seigneur de Cherconnay, situé au Vivier-Estrain en Angoumois, au XIVe siècle. Cherconnay passa par mariage aux Lestang puis en 1766 aux Bernonville.
En 1593, René de Lestang est chargé de défendre les protestants de l'Angoumois auprès d'Henri IV.

## Administration
| Période                                  | Période  | Identité            | Étiquette | Qualité            |
| ---------------------------------------- | -------- | ------------------- | --------- | ------------------ |
| Les données manquantes sont à compléter. |          |                     |           |                    |
| 1971                                     | 1989     | Raymond Chevaillier | DVD       |                    |
| 1989                                     | 2020     | Jacky Papot         | DVG       | Menuisier retraité |
| 2020                                     | En cours | Mme Dany Ménetaud   |           | Secrétaire         |

## Démographie

### Évolution démographique
L'évolution du nombre d'habitants est connue à travers les recensements de la population effectués dans la commune depuis 1793. Pour les communes de moins de 10 000 habitants, une enquête de recensement portant sur toute la population est réalisée tous les cinq ans, les populations de référence des années intermédiaires étant quant à elles estimées par interpolation ou extrapolation. Pour la commune, le premier recensement exhaustif entrant dans le cadre du nouveau dispositif a été réalisé en 2007.

En 2022, la commune comptait 191 habitants, en évolution de −1,55 % par rapport à 2016 (Charente : −0,48 %, France hors Mayotte : +2,11 %).
| 1793 | 1800 | 1806 | 1821 | 1831 | 1841 | 1846 | 1851 | 1856 |
| ---- | ---- | ---- | ---- | ---- | ---- | ---- | ---- | ---- |
| 482  | 556  | 661  | 615  | 720  | 671  | 642  | 599  | 686  |

| 1861 | 1866 | 1872 | 1876 | 1881 | 1886 | 1891 | 1896 | 1901 |
| ---- | ---- | ---- | ---- | ---- | ---- | ---- | ---- | ---- |
| 714  | 645  | 625  | 660  | 629  | 554  | 514  | 478  | 440  |

| 1906 | 1911 | 1921 | 1926 | 1931 | 1936 | 1946 | 1954 | 1962 |
| ---- | ---- | ---- | ---- | ---- | ---- | ---- | ---- | ---- |
| 466  | 435  | 423  | 405  | 395  | 428  | 381  | 361  | 346  |

| 1968 | 1975 | 1982 | 1990 | 1999 | 2006 | 2007 | 2012 | 2017 |
| ---- | ---- | ---- | ---- | ---- | ---- | ---- | ---- | ---- |
| 325  | 355  | 323  | 251  | 216  | 219  | 219  | 210  | 187  |

| 2022 | - | - | - | - | - | - | - | - |
| ---- | - | - | - | - | - | - | - | - |
| 191  | - | - | - | - | - | - | - | - |

### Pyramide des âges
La population de la commune est relativement âgée.
En 2018, le taux de personnes d'un âge inférieur à 30 ans s'élève à 23 %, soit en dessous de la moyenne départementale (30,2 %). À l'inverse, le taux de personnes d'âge supérieur à 60 ans est de 44,9 % la même année, alors qu'il est de 32,3 % au niveau départemental.
En 2018, la commune comptait 93 hommes pour 94 femmes, soit un taux de 50,27 % de femmes, légèrement inférieur au taux départemental (51,59 %).
Les pyramides des âges de la commune et du département s'établissent comme suit.
| Hommes | Classe d’âge | Femmes |
| ------ | ------------ | ------ |
| 1,1    | 90 ou +      | 2,1    |
| 17,2   | 75-89 ans    | 16,0   |
| 26,9   | 60-74 ans    | 26,6   |
| 21,5   | 45-59 ans    | 20,2   |
| 11,8   | 30-44 ans    | 10,6   |
| 9,7    | 15-29 ans    | 12,8   |
| 11,8   | 0-14 ans     | 11,7   |

| Hommes | Classe d’âge | Femmes |
| ------ | ------------ | ------ |
| 1      | 90 ou +      | 2,7    |
| 9,2    | 75-89 ans    | 12     |
| 20,6   | 60-74 ans    | 21,3   |
| 20,7   | 45-59 ans    | 20,3   |
| 16,8   | 30-44 ans    | 16     |
| 15,6   | 15-29 ans    | 13,4   |
| 16,1   | 0-14 ans     | 14,3   |

## Économie

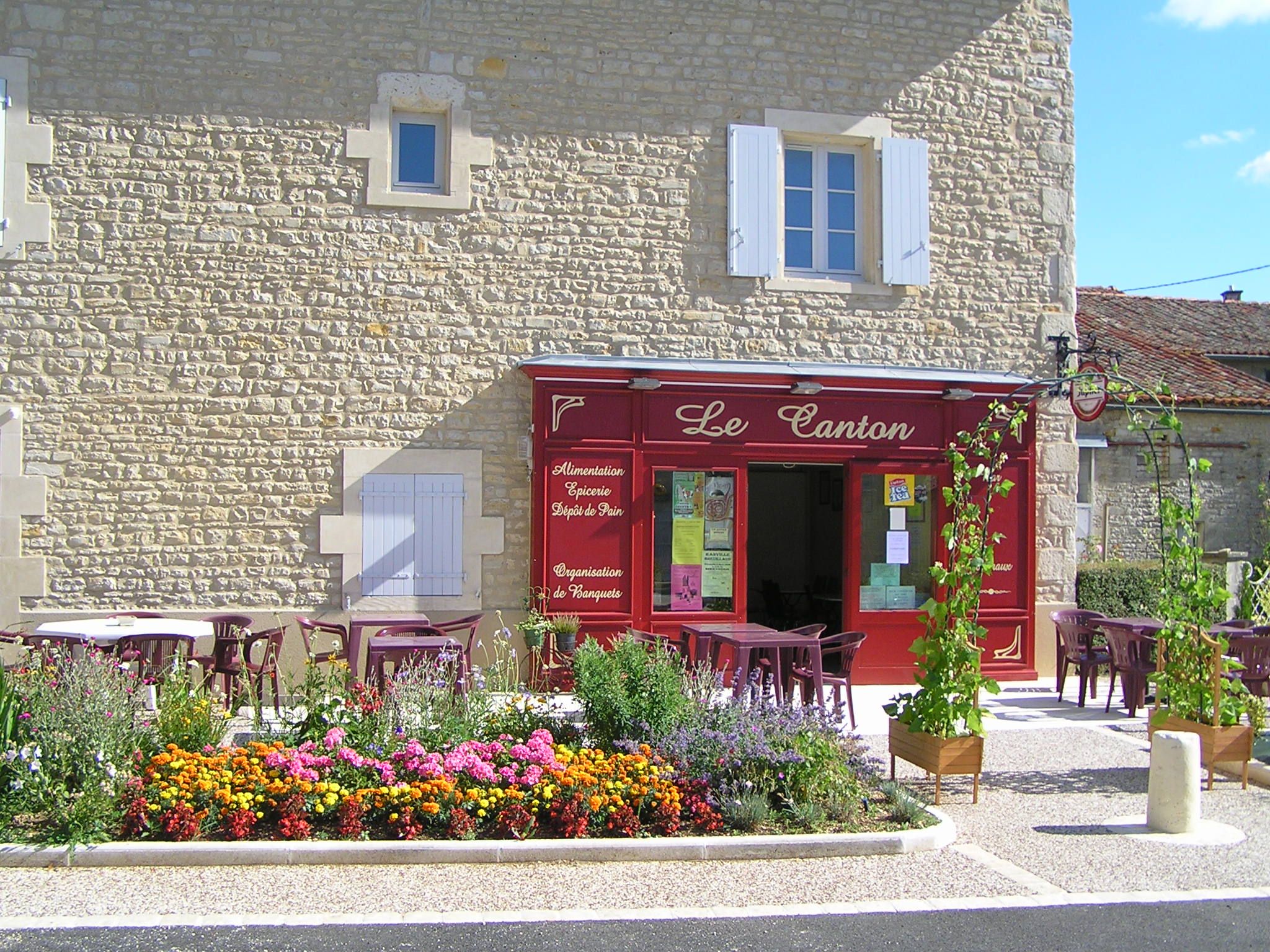
Restaurant de Longré.

### Agriculture
La viticulture occupe une petite partie de l'activité agricole. La commune est située dans les Bons Bois, dans la zone d'appellation d'origine contrôlée du cognac.
Un projet de méga-bassine de pompage et stockage des eaux souterraines suscite des oppositions depuis 2021,.

### Commerces
Depuis 2020, il y a un restaurant, le Canton, situé au bourg.

## Équipements, services et vie locale

### Enseignement
L'école maternelle d'une classe et l'école primaire de deux classes sont à Paizay-Naudouin et regroupent les enfants de Paizay-Naudouin-Embourie, Theil-Rabier et Longré.
Le collège est à Villefagnan et il existe un circuit de bus.

## Lieux et monuments

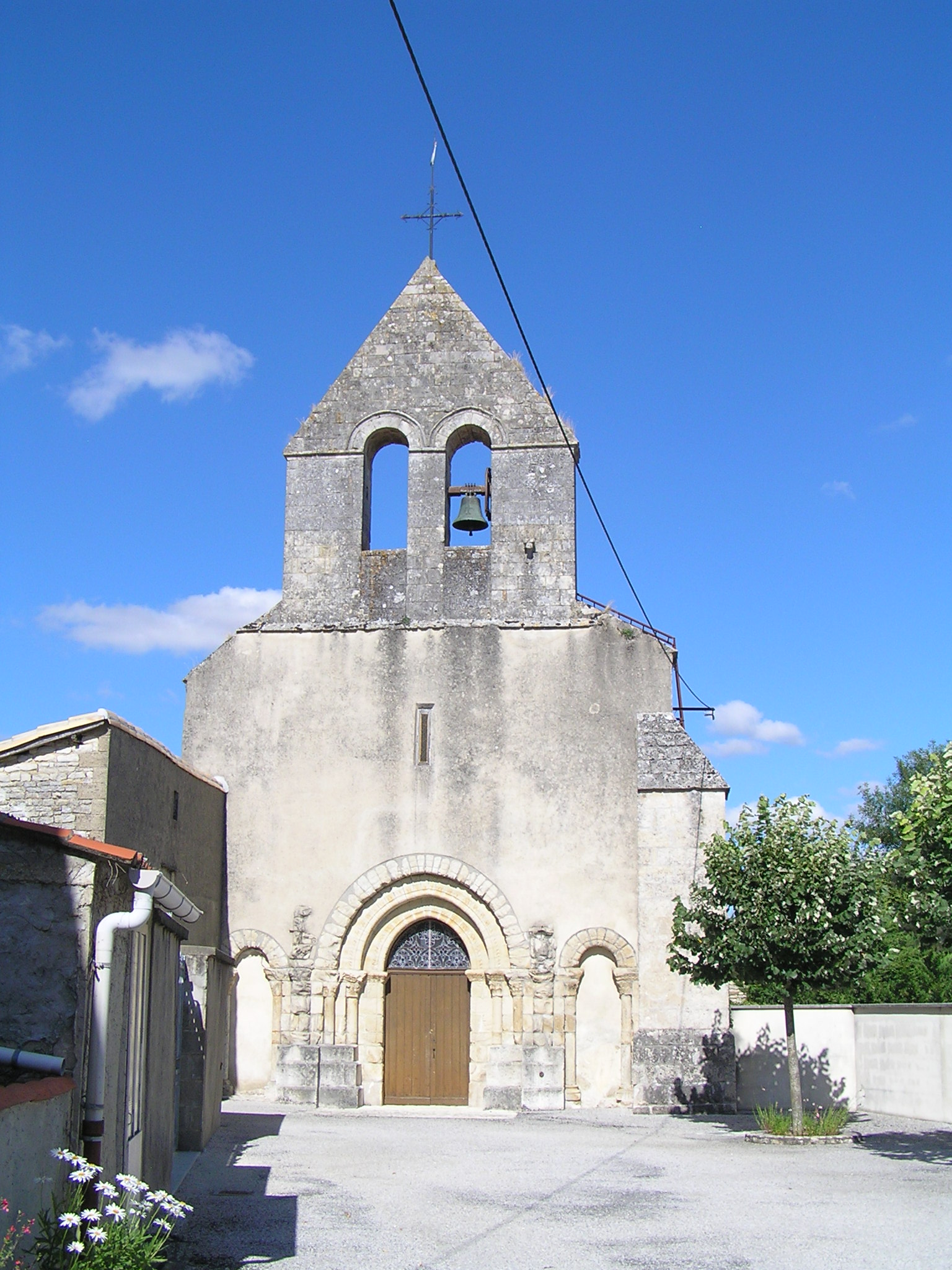
Église de Longré.

Le logis de Cherconnay, au lieu-dit le Vivier, date du XVe siècle et ses façades et les toitures du corps de logis ont été inscrites monument historique en 1991.

## Personnalités liées à la commune
- Jean-Claude Dubreuil, romancier, est né à Longré en 1938.